# Rifka Lodeizen
Rifka Lodeizen (Amsterdam, 16 oktober 1972) is een Nederlands actrice.

## Levensloop
Lodeizen studeerde na haar eindexamen vwo Nederlands en speelde tijdens die jaren een rolletje in een Filmacademiefilm. Vervolgens ging ze naar acteerstudio De Trap waar ze in het eerste jaar bleef zitten. Ze speelde in de televisieserie Unit 13 en werkte daarnaast in café Wildschut. Filmregisseur Eddy Terstall ontdekte haar daar in 1997 en gaf haar een rol in Hufters & hofdames. Hierna speelde ze in diverse Terstall-films en was ze onder meer te zien in de videoclip van het nummer Dromendief van Van Dik Hout. Voor haar rol in Simon werd ze genomineerd voor een Gouden Kalf. In 2009 ontving ze daadwerkelijk een Gouden Kalf voor haar rol in Kan door huid heen van Esther Rots. Lodeizen schreef samen met Paula van der Oest het verhaal van de film Kleine IJstijd uit 2017. In 2019 won ze een Gouden Kalf voor haar rol van Astrid Holleeder in Judas. Lodeizen nam in 2025 deel aan de vijfdelige tv-serie Handicapable die Mari Sanders maakte met producenten BIND en KRO-NCRV, over acht jongeren met een fysieke beperking die op zoek zijn naar een baan en de obstakels die ze daarbij ontmoeten.

## Privé
Lodeizen is een dochter van de Joodse beeldend kunstenaar Frank Lodeizen. Ze is vernoemd naar de zus van haar vader, die in de Tweede Wereldoorlog in Sobibor is vermoord. Lodeizen woont samen en is moeder van twee dochters.

## Filmografie
- De provincie (1991)
- Unit 13 (1996; televisieserie)
- Hufters & hofdames (1997)
- Het 14e kippetje (1998)
- Babylon (1998)
- Het Souterrain (1998; televisieserie)
- Baantjer: De Cock en de moord zonder effect (1998; televisieserie) - Wendy Kozijn
- De boekverfilming (1999)
- Rent a Friend (2000)
- De aanklacht (2000; televisieserie) - Sandy
- Russen - Tessa (afl. Gijzeling + Bloedband, 2000-2001)
- Wet & Waan (2000; televisieserie)
- Dromendief (2000; videoclip van Van Dik Hout)
- Mevrouw de minister (2002; televisieserie)
- Villa des roses (2002)
- Simon (2004)
- Flirt (2005)
- Keyzer & De Boer Advocaten (afl. Amice!, 2005) - Tanja van Vossen
- Gooische Vrouwen* (2006) - Diana van der Kieft
- Evelien (2006; televisieserie)
- Escort (2006) - Chantal
- SEXtet (2007) - Zwangere vrouw
- Nadine (2007) - Felice
- Taxandria (2008) - Zus
- Tiramisu (2008) - Marieke
- Kan door huid heen (2009) - Marieke
- Sinterklaasjournaal (2009) - Kleuterjuf
- De Nobelprijswinnaar (2010)
- Onder ons (2011) - Ilse
- Patatje oorlog (2011) - Esmee
- Overspel (2011-2015) - Elsie
- Hemel (2012) - Sophie
- Plan C (2012) - Linda
- Tony 10 (2012) - Sissy
- Hartenstraat (2014) - Joke
- After the tone (2014) - Annet
- Het leven volgens Nino (2014) - Maria
- Jongens (2014) - Moeder Marc
- Cornea (2015) - Marie
- Publieke Werken (2015) - Martha
- Tonio (2016) - Mirjam
- Verdwijnen (2017) - Roos
- De 12 van Oldenheim (2017) - Danielle Boshuizen
- La Holandesa (2017) - Maud
- Fenix (2018) - Jara
- Exportbaby (2018; televisieserie) - Hanna
- Judas (2019–2022; televisieserie) - Astrid Holleeder (zus van Willem Holleeder)[4]
- Peitruss (2019) - Marijke
- Ares (2020) - Hester
- Lieve Mama (2020) - Helen Möhring
- De K van Karlijn (2021) - Mariëtte
- Maud en Babs (2021) - Maud
- Sleepers (2022) - Judith Schouten
- Onder de blote hemel (2023) - Emma
- Sphinx (2024) - Eva Moorman
- Nesjomme (2024) - Rusha (stem)
- Handicapable (2025 - vijfdelige tv-serie, Mari Sanders)